# Irene von Griechenland (1904–1974)

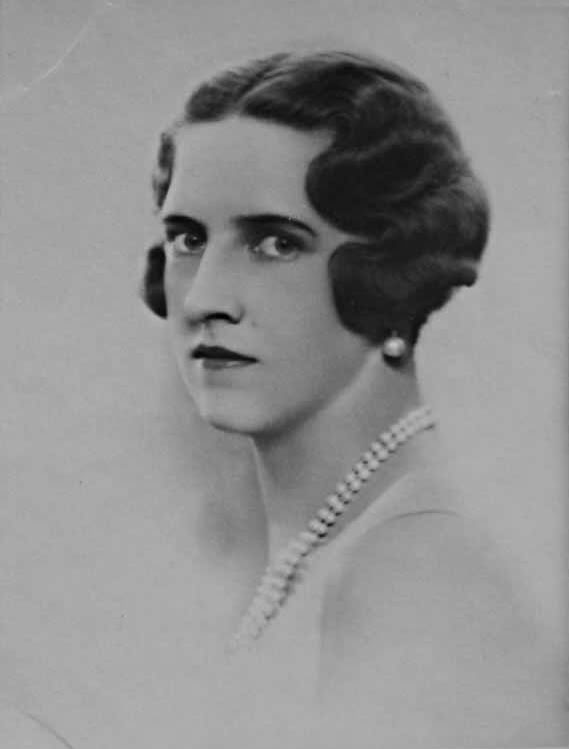
Irene von Griechenland und Dänemark, 1925

Irene von Griechenland und Dänemark (* 31. Januarjul. / 13. Februar 1904greg. in Athen; † 15. April 1974 in Fiesole bei Florenz) war eine griechische Prinzessin, Herzogin von Aosta und Gemahlin des unter dem Namen „Tomislav II.“ proklamierten Königs von Kroatien, Aimone von Savoyen.

## Frühes Leben und Heirat
Irene war das fünfte Kind des griechischen Königs Konstantin I. und seiner Gemahlin Sophie von Preußen. Nachdem die Verlobung mit Prinz Christian von Schaumburg-Lippe gelöst worden war (1927), heiratete sie am 1. Juli 1939 Prinz Aimone von Savoyen, den Herzog von Spoleto. Am 27. September 1943 kam als einziges Kind des Paares Amadeus von Savoyen zur Welt.

## Herzogin von Aosta und „Königin von Kroatien“
Aimone wurde am 3. März 1942 nach dem Tod seines Bruders Amadeus 4. Herzog von Aosta. Am 18. Mai 1941 wurde er im Rahmen der römischen Verträge unter dem Namen Tomislav II. zum König von Kroatien, Fürsten von Bosnien-Herzegowina und Wojwoden von Dalmatien, Tuzla und Temun proklamiert. Aimone wurde aber nicht gekrönt, hat wie seine Frau das Staatsterritorium nie betreten und übte zu keinem Zeitpunkt politische Macht in Kroatien aus. Er agierte nur als politische Marionette von Hitlers und Mussolinis Gnaden und trat, nach dem Rückzug Italiens aus dem Krieg, am 12. Oktober 1943 vom Anspruch auf die kroatische Krone zurück.
Die Herzogin lebte während des Krieges vorwiegend im Palazzo Cisterna in Florenz und entging bei einem Luftangriff am 27. September 1943 nur knapp dem Tod. Da sie sich nach dem Sturz Mussolinis offen auf die Seite der Alliierten stellte, wurde sie 1943 zusammen mit ihrem Sohn verhaftet. Wie auch andere Mitglieder des italienischen Königshauses wurde sie im Oktober 1943 in ein Internierungslager eingeliefert, zuerst nach Pavia, dann nach Hirschegg im Kleinwalsertal ins Hotel Ifen.

## Exil, Rückkehr und Tod
Nach Kriegsende ging das Paar ins Schweizer Exil. Nach dem Tod Aimones am 29. Januar 1948 in Buenos Aires durfte Herzogin Irene nach Italien zurückkehren und erhielt auch einige Besitztümer und landwirtschaftliche Güter im ehemaligen Herzogtum Aosta zurück. 1972 wurde ihr die Ehrenbürgerschaft der Stadt Florenz erteilt, da sie die Stadt während der Luftangriffe nicht verlassen hatte. Sie überlebte ihren Mann um 26 Jahre und starb 1974 in der Villa in San Domenico di Fiesole. Sie wurde zuerst auf dem Friedhof Il Borro in Arezzo bestattet und 1996 in die Basilika von Superga nach Turin überführt.